# 신상휘
신상휘(2000년 7월 14일 ~ )는 대한민국의 축구 선수로, 포지션은 공격형 미드필더와 중앙 미드필더를 소화한다. 현 K3리그 춘천시민축구단 소속이다.

## 클럽 경력
신상휘는 수원 삼성 블루윙즈 산하 유소년 팀인 매탄고등학교 축구부 출신으로, 고등학교 졸업 이후 K리그1 2019 시즌을 앞두고 수원 삼성 블루윙즈와 계약을 체결하며, 프로에 직행하였다.
2021 시즌을 앞두고 K3리그의 김해시청 축구단으로 이적했다.